# جون لين (طبال)
جون لين (بالإنجليزية: JLaine)‏ هو طبال أمريكي، ولد في 15 أغسطس 1975 في فولز تشيرش في الولايات المتحدة.

## وصلات خارجية
- الموقع الرسمي